# Universo a energia totale nulla
L'universo a energia totale nulla è una teoria cosmologica fondata sull'ipotesi che l'energia totale dell'universo sia esattamente zero: l’energia positiva dovuta alla materia sarebbe cancellata esattamente dall'energia negativa gravitazionale.
Tale ipotesi ha consentito a Edward Tryon di proporre nel 1973 in un articolo su Nature che l'intero universo sia emerso da una particolare fluttuazione del vuoto quantistico, caratterizzata da una condizione di zero energia che si sarebbe mantenuta nell'universo attuale.

## Storia
L'idea che una grande fluttuazione statistica dello stato di vuoto quantistico potrebbe consentire la nascita di un oggetto macroscopico, in particolare una stella, purché non venga violata la legge di conservazione dell'energia, fu proposta per la prima volta da Pascual Jordan.

## Teoria
Secondo la teoria quantistica dei campi la materia può sorgere spontaneamente dallo "stato di vuoto" in base al principio di indeterminazione di Heisenberg e alla simmetria fra particelle e antiparticelle. La formazione spontanea di coppie elettrone-positrone è un fenomeno ben noto; queste coppie, a energia totale non nulla, violano per tempi brevissimi il principio di conservazione dell'energia e scompaiono tanto più rapidamente quanto maggiore è la loro energia.
Un processo analogo potrebbe riguardare microregioni di spaziotempo della lunghezza di Planck che potrebbero continuamente nascere ed annullarsi in un vuoto primordiale precedente alla nascita dello nostro spaziotempo (schiuma quantistica); in tale condizione, in base al principio di indeterminazione, una fluttuazione che non richieda energia potrebbe provocare effetti di durata illimitata, portando alla nascita di un intero universo.
Tryon osservò che l'energia positiva della massa e l'energia negativa del campo gravitazionale si cancellano se l'universo è piatto. In questo caso l'energia totale dell'universo sarebbe nulla ed esso potrebbe durare per sempre. Le  osservazioni astronomiche attuali sono compatibili sia con l'ipotesi che l'universo sia piatto, sia con la cancellazione fra energia di massa ed energia gravitazionale. L'ipotesi che l'universo abbia energia totale nulla costituisce un interessante complemento della teoria del Big Bang, risultando compatibile in particolare con la teoria inflazionaria e rendendo non più necessaria la singolarità iniziale.
Il fisico e cosmologo Alan Guth ha definito quindi l'universo come un grande "pasto gratis" emerso dal "nulla" quantistico.